# Frankrig ved vinter-OL 2014
Frankrig deltog ved vinter-OL 2014 i Sotji, som blev afholdt i perioden 7. til 23. februar 2014.

## Medaljer
| 2014 Sotji | Guld | Sølv | Bronze | Total |
| Frankrig   | 4    | 4    | 7      | 15    |

Skiskytten Martin Fourcade fik to guld- og en sølvmedalje. I Freestyle/Skicross fik Frankrig én af hver medalje, og sølv og bronze i Freestyle/Halfpipe.